# Natação no Campeonato Mundial de Esportes Aquáticos de 2017 - 400 m medley feminino
A prova dos 400 metros medley feminino da natação no Campeonato Mundial de Esportes Aquáticos de 2017 ocorreu no dia 30 de julho em Budapeste na Hungria.

## Recordes
Antes desta competição, os recordes mundiais e do campeonato nesta prova eram os seguintes:
| Tipo                  | Atleta         | Tempo   | Local          | Data                |
| --------------------- | -------------- | ------- | -------------- | ------------------- |
|                       | Katinka Hosszú | 4:26.36 | Rio de Janeiro | 6 de agosto de 2016 |
| Recorde do campeonato | Katinka Hosszú | 4:30.31 | Roma           | 2 de agosto de 2009 |

Os seguintes novos recordes foram estabelecidos durante esta competição. 
| Data        | Prova  | Nadadora       | Nacionalidade | Tempo   | Recordes              |
| ----------- | ------ | -------------- | ------------- | ------- | --------------------- |
| 30 de julho | Finbal | Katinka Hosszú | Hungria       | 4:29.33 | Recorde do campeonato |

## Medalhistas
| Ouro                 | Prata                 | Bronze               |
| Katinka Hosszú (HUN) | Mireia Belmonte (ESP) | Sydney Pickrem (CAN) |

## Resultados

### Eliminatórias
Esses foram os resultados das eliminatórias. Foram realizadas no dia 30 de julho com início às 09:30. 
| Pos. | Bateria | Raia | Nadadora               | Nacionalidade  | Tempo   | Notas |
| ---- | ------- | ---- | ---------------------- | -------------- | ------- | ----- |
| 1    | 3       | 4    | Katinka Hosszú         | Hungria        | 4:33.90 | Q     |
| 2    | 3       | 5    | Mireia Belmonte        | Espanha        | 4:35.29 | Q     |
| 3    | 3       | 3    | Elizabeth Beisel       | Estados Unidos | 4:36.18 | Q     |
| 4    | 2       | 6    | Sydney Pickrem         | Canadá         | 4:36.25 | Q     |
| 5    | 3       | 6    | Sakiko Shimizu         | Japão          | 4:36.43 | Q     |
| 6    | 2       | 3    | Leah Smith             | Estados Unidos | 4:36.94 | Q     |
| 7    | 2       | 4    | Yui Ohashi             | Japão          | 4:36.97 | Q     |
| 8    | 2       | 5    | Hannah Miley           | Reino Unido    | 4:37.14 | Q     |
| 9    | 3       | 2    | Kim Seo-yeong          | Coreia do Sul  | 4:39.80 |       |
| 10   | 3       | 7    | Nguyễn Thị Ánh Viên    | Vietname       | 4:40.39 |       |
| 11   | 2       | 8    | Joanna Maranhão        | Brasil         | 4:41.29 |       |
| 12   | 2       | 1    | Zsuzsanna Jakabos      | Hungria        | 4:41.40 |       |
| 13   | 3       | 1    | Zhou Min               | China          | 4:42.26 |       |
| 14   | 3       | 0    | Viktoriya Zeynep Güneş | Turquia        | 4:42.27 |       |
| 15   | 2       | 9    | Ye Shiwen              | China          | 4:43.40 |       |
| 16   | 1       | 3    | Kaylee McKeown         | Austrália      | 4:43.61 |       |
| 17   | 2       | 0    | Victoria Kaminskaya    | Portugal       | 4:44.96 |       |
| 18   | 3       | 8    | Barbora Závadová       | Chéquia        | 4:46.75 |       |
| 19   | 2       | 2    | Mary-Sophie Harvey     | Canadá         | 4:46.88 |       |
| 20   | 2       | 7    | Abbie Wood             | Reino Unido    | 4:47.30 |       |
| 21   | 1       | 6    | Monika González        | México         | 4:48.00 |       |
| 22   | 3       | 9    | Anja Crevar            | Sérvia         | 4:48.53 |       |
| 23   | 1       | 5    | Helena Gasson          | Nova Zelândia  | 4:49.35 |       |
| 24   | 1       | 4    | Virginia Bardach       | Argentina      | 4:53.22 |       |
| 25   | 1       | 2    | Ilektra Lebl           | Grécia         | 4:56.95 |       |
| 26   | 1       | 7    | Azzahra Permatahani    | Indonésia      | 4:57.00 |       |
| 27   | 1       | 1    | Sara Nysted            | Ilhas Feroé    | 5:21.21 |       |
|      | 1       | 8    | Sayani Ghosh           | Índia          | DNS     | DNS   |

### Final
A final foi realizada em 30 de julho às 18h20. 
| Pos.              | Raia | Nadadora         | Nacionalidade  | Tempo   | Notas                 |
| ----------------- | ---- | ---------------- | -------------- | ------- | --------------------- |
| Medalha de ouro   | 4    | Katinka Hosszú   | Hungria        | 4:29.33 | Recorde do campeonato |
| Medalha de prata  | 5    | Mireia Belmonte  | Espanha        | 4:32.17 |                       |
| Medalha de bronze | 6    | Sydney Pickrem   | Canadá         | 4:32.88 |                       |
| 4                 | 1    | Yui Ohashi       | Japão          | 4:34.50 |                       |
| 5                 | 2    | Sakiko Shimizu   | Japão          | 4:35.62 |                       |
| 6                 | 7    | Leah Smith       | Estados Unidos | 4:36.09 |                       |
| 7                 | 3    | Elizabeth Beisel | Estados Unidos | 4:37.63 |                       |
| 8                 | 8    | Hannah Miley     | Reino Unido    | 4:38.34 |                       |

Legenda
| Recorde mundial       | Recorde mundial (World record)               |                       | Recorde africano                      | Recorde africano (African) |                                           | Q | Classificado por posição (Qualified) |
| Recorde do campeonato | Recorde do campeonato (Championship record)  | Recorde da América    | Recorde da América (Americas)         | q                          | Classificado por melhor tempo (Qualified) |   |                                      |
| Melhor marca do ano   | Melhor marca do ano (World leading)          | Recorde asiático      | Recorde asiático (Asian)              | DNS                        | Não largou (Did not start)                |   |                                      |
| Recorde nacional      | Recorde nacional (National record)           | Recorde europeu       | Recorde europeu (European)            | DNF                        | Não terminou (Did not finish)             |   |                                      |
| Recorde pessoal       | Recorde pessoal do atleta (Personal best)    | Recorde da Oceania    | Recorde da Oceania (Oceania)          | DSQ / DQ                   | Desclassificado (Disqualified)            |   |                                      |
| Recorde da temporada  | Recorde da temporada do atleta (Season best) | Recorde sul-americano | Recorde sul-americano (South America) | NM                         | Sem marca (No mark)                       |   |                                      |